# Kristi återkomst

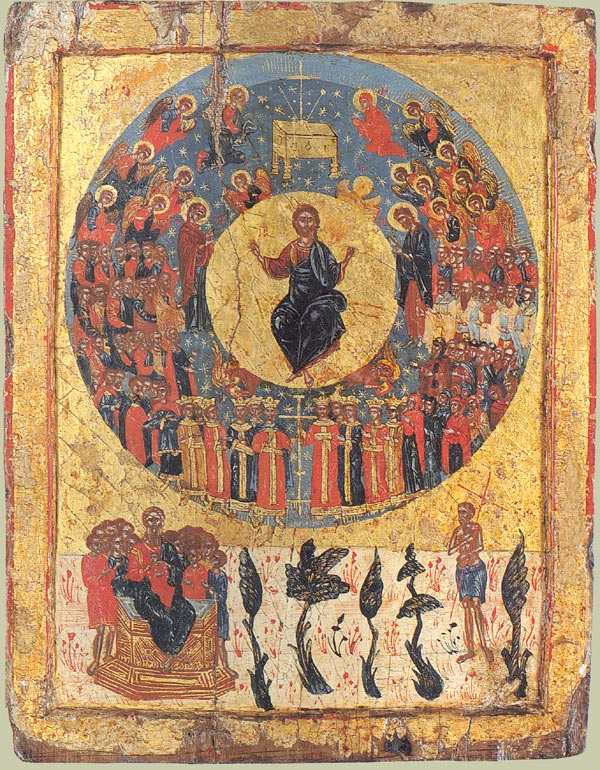
Grekisk ikon föreställande Kristi återkomst, från omkring år 1700.

Kristi återkomst innebär att Jesus i sin gudomliga form kommer att återvända till jorden, som han lämnade vid sin himmelsfärd. Begreppet är centralt inom den kristna tron och har också ofta avbildats i bildkonsten.

## Kristi återkomst i Bibeln
I evangelierna lovar Jesus Kristus uttryckligen sina lärjungar att han ska komma tillbaka. Vissa av dessa löften kan anses hänvisa till uppståndelsen från de döda, medan andra, i synnerhet i samband med himmelsfärden, definitivt avser återkomsten vid tidens slut. Enligt dominerande kristen teologi har Kristus försonat Gud med människan (anhängare av den subjektiva försoningsläran menar dock i stället att Kristus försonat människan med Gud) och gjort det möjligt för människan att träda in i gemenskap med Gud, vilket är detsamma som att få evigt liv. I den tidiga kyrkan myntades uttrycket att Kristus "övervann döden genom döden". I princip håller alltså kristen teologi den avgörande segern över död och synd för vunnen. Dess fullkomnande och uppenbarande kommer emellertid inte att ske förrän vid ”tidens slut”, då Kristus ska återkomma och "döma de levande och de döda".
Idén om Kristi återkomst är grundad på Jesu egna ord:
Om jag nu går bort och bereder plats för er, så skall jag komma tillbaka och hämta er till mig, för att också ni skall vara där jag är. (Joh 14:3)
Den grekiska termen i Nya Testamentet är parousia (παρουσία), och betyder "ankomst" och även "närvaro". (Detta översätts till adventus på latin, ur vilket vi fått ordet advent.) Detta ord används till exempel i Matteusevangeliets 24:e kapitel, som är en av de centrala nytestamentliga texterna om Jesu återkomst och tidens slut.
… man skall få se Människosonen komma på himlens moln med makt och stor härlighet. (Jesus i Matt 24:30)
Håll er därför vakna, ty ni vet inte vilken dag er herre kommer. (Jesus i Matt 24:42)
Kristi återkomst utlovas även på andra ställen:
Denne Jesus som har blivit upptagen från er till himlen skall komma tillbaka just så som ni har sett honom fara upp till himlen. (Änglarnas löfte till lärjungarna i Apg 1:11)
Med stöd av vad Herren lärt oss säger vi er detta: vi som är kvar här i livet då Herren kommer skall inte gå före de avlidna. Ty när Herren själv stiger ner från himlen och hans befallning ljuder genom ärkeängelns röst och Guds basun, då skall de som är döda i Kristus uppstå först … (Paulus i 1 Thess 4:15-16)
I de sista dagarna kommer det hånare, som styrs av sina egna begär och som hånar er och frågar: "Hur blir det med löftet om hans ankomst?" (Petrus i 2 Pet 3:3-4)
Uppenbarelseboken använder inte ordet parousia, men talar om tidens slut och ett tusenårsrike som ibland har uppfattats som föregående Kristi återkomst och slutet och ibland har förlagts till efter Kristi återkomst.

### Tolkningar
Den vanligaste tolkningen bland kristna teologer och bibelläsare är att Kristi återkomst är en verklig, framtida händelse. Däremot finns det olika syn på detaljerna.
Somliga menar helt enkelt att Kristi återkomst är en verklig, synbar händelse, andra, som Jehovas Vittnen, tror att den är osynlig. Vissa tror att Gud kommer att ta till sig alla sanna kristna, i vad som kallas uppryckandet (engelska "rapture"), innan Jesu återkomst, och därefter låta människorna klara sig själva på jorden. Under denna tid kommer de som omvänder till kristendomen att bli förtryckta av antikrist som kommer att regera på jorden till dess att Kristus återkommer. Denna tid kallas vanligen "Den stora vedermödan". Denna tro är särskilt utbredd i USA där den märks i populärkulturen, med böcker som Lämnad kvar och filmen Left Behind. Denna uppfattning kallas "pretribulationism". Andra tror att de sanna kristna skall vara med i" Den stora vedermödan", och att de skall tas upp till himlen i slutet av denna tid. Denna uppfattning kallas "posttribulationism". Många teologer tror inte överhuvudtaget på "uppryckandet", utan Jesu återkomst sker bara i en akt, då han kommer ner till jorden, och skall vara med de sanna kristna på jorden, inte i himlen.
Det har emellanåt gjorts olika försök att utifrån bibliska profetior räkna ut när Jesus återkommer. (Se till exempel den stora besvikelsen.) Dessa försök har dock misslyckats. Vanligtvis avstår kristna från sådana kalkyler, inte minst eftersom det enligt evangelierna är omöjligt att veta exakt när återkomsten äger rum.
En mer sällsynt tolkning är den så kallade preterismen, där man tror att utsagorna om Jesu återkomst/ankomst uppfylldes redan under Jesu tid.
Liberalteologin tolkar vanligen texterna som främst symboliska, och att återkomsten inte nödvändigtvis syftar på någon händelse där Jesus bokstavligen ska stiga ner från himlen.
Det finns också två huvuduppfattningar kring när Jesus antas komma, eller ha kommit. Den ena, premillennialismen, antar att han kommer innan tusenårsriket börjar, och den andra, postmillennialism, antar att han kommer i slutet av tusenårsriket, som ofta uppfattas som kyrkans historia på jorden fram till Jesu återkomst. Det finns också en tredje, mer sällsynt, amillennialismen.

## Utveckling inom den kristna kyrkan

### Den tidiga kyrkan
Inom kyrkan var till en början tron på Jesu snara återkomst så stark att de nya kristna sålde allt de ägde för att vara redo för hans ankomst (pengarna ansågs böra räcka till dess). Under det första århundradet vandrade profeter omkring mellan de olika lokala kyrkorna och upprätthöll den starka eskatologiska accenten. Så småningom bildades emellertid strukturer som skulle stå sig under en längre väntetid. 
Man kan betrakta den starka kätterska rörelse som Montanus startade (montanism) som en sista revolt mot kyrkans anpassning till "tiden och världen". Montanus höll sig för den Helige Andes inkarnation och hans talrika anhängare levde ytterst enkelt och i intensiv väntan på Kristi återkomst, precis som de allra första kristna. Under tiden hade dock förståelsen för evangeliet fördjupats och teologin utvecklats. Den stormiga episoden med Montanus gav anledning till att deklarera profetismens era som avslutad, och den kristna kyrkan har sedan dess inte haft några offentliga profeter, enligt vissa. Andra skulle bestrida detta.

### Senare utveckling
Vid slutet av det första årtusendet vaknade millennarismen till liv i en primitiv form och på sina håll flydde människor i Europa till bergen, i enlighet med Kristi varningar. Man tolkade det första årtusendet som tusenårsriket och räknade alltså med att tiden nu skulle vara slut. Intressanta, sekulära varianter på detta kunde observeras även vid slutet av det andra årtusendet i Västerlandet, men det saknades inte heller spektakulära kristna massrörelser av klassiskt snitt – de mest omtalade ägde rum i Sydkorea.
I början av 1700-talet svepte upplysningen fram över Europa och många av de kristna teman som hade präglat samhället till dess dök upp i nya former. De stora förändringarna i samhället gav upphov till ångest bland många troende, liksom även den skarpa kritiken mot kyrkan, vetenskapens framsteg (som av många upplevdes som en rad segrar över religionens ”obskyrantism”) och den ökande sekulariseringen. Olika kristna grupper, främst inom den nordamerikanska protestantismen, började kalkylera enligt Bibeln för att komma fram till vilket år man kunde vänta sig Jesu återkomst. Exempelvis beräknade William Miller, en amerikansk baptistpredikant, att den skulle ske år 1844, bland annat genom tolkningar av Dan 8:14. När så inte skedde ledde detta till att hans anhängare drabbades av vad som kallas den stora besvikelsen. Ur resterna av denna besvikelse växte så småningom Sjundedagsadventisterna fram. Adventisterna har liksom alla radikalt eskatologiska rörelser numera blivit till ett vanligt kristet samfund (med vissa judaiserande drag).
Enligt Världsmissionssamfundet Guds församling har Jesus kommit tillbaka i hemlighet år 1918, genom att födas som människa, enligt profetior i Bibeln. De menar att precis som apostlarna i den tidiga kristna kyrkan vittnade om Jesus genom att hänvisa till profetior i gamla testamentet, kan man bara känna igen Kristus som kommer en andra gång genom profetiorna i Bibeln. Man menar att syftet med hans återkomst bland annat är att återställa lärorna i den tidiga kristna kyrkan. De menar vidare att den återkommande Jesus måste ha ett annat namn än Jesus, med hänvisning till bland annat Upp 3:12. Världsmissionssamfundet Guds församling hävdar att Ahn Sahng-hong är Jesus som har kommit igen, med hänvisning till att han har uppfyllt en mängd bibliska profetior.

## Islam
Löftet om återkomsten har spelat en mycket betydelsefull roll under hela den efterföljande historien, både inom och utom kyrkan. Islam anammade tron på Jesu återkomst, då han ska lägga världen under sig och själv underkasta sig Gud, precis som han tidigare gjort under sin livstid. Eftersom termen underkasta sig är synonym med muslim har detta gett upphov till den folkliga tron att Jesus är muslim och kommer fortsätta vara det vid tidens slut. I själva verket säger även Paulus att han ska lägga allt under sig och sedan själv underkasta sig Fadern, varefter Gud ska bli "allt i alla".
Det finns skäl att betrakta även islam som en stark och mera varaktig reaktion på kyrkans minskade intresse för Kristi återkomst. En stor del av Koranen handlar om tidens slut, straffet för de syndiga och belöningen för dem som har levt med slutet inför sina ögon. En del kristna teologer (Georges Khodr, Olivier Clément samt även islamologen Louis Massignon) betraktar islam som en påminnelse för de kristna om vikten av att eskatologin präglar varje aspekt av den troendes liv.
Inom islam ska Jesus återvända efter Mahdins uppkomst.

## Bahà'i
De bahá'í-troende tror att Bahá'u'lláh är Kristus som återkommer i sin Faders härlighet. Bahá'í-tron innefattar läran om progressiv uppenbarelse. Bahá'u'lláh såg att människan utvecklades, gick mot ett högre och högre stadium fysiologiskt, psykologiskt och andligt (trots att Darwins evolutionsteori knappt var känd på 1850- och 1860-talen, och trots att termen evolutionspsykologi myntades vetenskapligt i tidskriften Science först 1973), och hans huvudsakliga poäng var att varken Kristus eller Muhammed var den siste uppenbararen av Guds vilja, utan att sändebuden, Guds manifestationer, kommer att framträda med jämna mellanrum så länge mänskligheten finns. Att Bahá'u'lláh kunde se sig som Kristus i vissa avseenden har att göra med hans lära om att det egentligen bara finns en religion om Gud och att enhet därmed råder mellan alla Guds sändebud/manifestationer. De skillnader man kan se beror på:
1. Mänskliga misstag vid nedtecknandet av och senare avskrifter av de heliga böckerna.
2. Guds sändebud har varit tvungna att presentera Guds religion på ett sätt som varit anpassat till utvecklingsnivån och de allmänna föreställningarna hos den mänsklighet som levde när sändebuden var verksamma. Jesus hade till exempel inte kunnat få gehör för sin undervisning på Mose tid.[5][6][7]

Enligt bahá'í har inte Gud genom Kristus (med eller utan bistånd av islams Mahdi) några planer på att förstöra jorden och föra de goda människorna till himlen, som många anhängare av uppenbarelsereligioner tror. Tvärtom är det Guds vilja att människan ska lära känna och älska Gud genom de riktlinjer hon får genom gudsuppenbararnas (sändebudens) skrifter, detta för att kunna föra vidare en ständigt framåtskridande civilisation. Bahá'u'lláhs uppenbarelse medför en rekonstruktion och demilitarisering av hela världen, vilket innebär etablerandet av det fredsrike som Gud har utlovat. Jesus, som inte själv har för avsikt att vara den som etablerar fredsriket, talar om en stor andlig person som ska komma till människornas hjälp och som han betitlar på olika sätt. Han kallar honom "Människosonen som skall återvända i sin faders helighet" (Matt 16:27). På andra ställen tals det om "sanningens ande" och Hjälparen (Joh 14-16). Enligt kristen tradition har sanningens ande tolkats som utgjutelse av helig ande över lärjungarna (Apg :2, 1-4). I Johannes uppenbarelse ges mer detaljer, och där finns en liknelse om "det nya Jerusalem", som Gud sänder ned från himlen. (Upp 21:2). Bahá'u'lláh säger om sin egen uppenbarelse att den i kraft av den Allsmäktiges genomträngande vilja och oemotståndliga befallning nu blivit uppenbarad för människorna. I Kitáb-i-Iqán (Visshetens Bok) förklarar Bahá'u'lláh den symboliska betydelsen av svårbegripliga avsnitt i Bibeln och Koranen. Men det finns ingen tvekan om att både kristendomen och islam tillbakavisar senare uppenbarelser än de egna och senare sändebud än Jesus respektive Muhammed. Och även dessa två hade stora problem att bli tagna på allvar när de levde: "Var gång ett Sändebud kommer till er med det, som era själar icke åstundar, sväller ni av högmod, anklagar somliga för att vara bedragare och dräper andra!" for Muhammed ut en gång.
Bahá'íer tror dessutom att Bahá'u'lláh utgör ett slags knutpunkt i Guds sändebuds hittillsvarande historia. Man menar att han uppfyller profetiorna i alla föregående religioners uppenbarelser om "den som skall komma i tidens ände". Denna tid omnämns omväxlande som "världens ände","de sista dagarna","ändens tid", eller helt enkelt "den dagen". Den som skall komma i tidens ände omnämns olika i olika religioner men de syftar till en och samma profet och en och samma tidpunkt, till exempel:
Hinduismen och buddhismen
"Krishnas återkomst",
"Den Tionde Avataren",
"Den Störste Anden"
En femte buddha: "Maitreya",
Förverkligandet av Buddha Amitabhas Västra Paradis (lägg märke till namnlikheten med Abha-riket, trots att sanskrit och arabiska inte är besläktade språk
"den Universella Enhetens (sammanslutningens) Buddha"
Zoroastrismen
"Shah Bahram"
"Världsfrälsaren"
Abrahamitiska religioner
"Den andre Noa" (den andre räddaren av planeten, mänskligheten i egenskap av den andre ark-byggaren)
"Härskarornas Herre"
"Fridsfursten"
omväxlande "Hjälparen" och "Sanningens ande" enligt
"Kristi återkomst" i "Faderns Härlighet",
"Herrens Härlighet",
Imam Mahdi
"Den som Gud skall uppenbara" (Bábs förutsägelse om Bahá'u'lláh)a

## Andra religioner
Religionshistoriskt sett liknar läran om Kristi återkomst Qaim, den nye Buddha.

## Datum för Kristi återkomst
Genom hela historien har förväntningarna på Jesu återkomst fått folk att profetera om datum för återkomsten, ofta beräknad utifrån biblisk kronologi och bibliska profetior, samt talmystik. Detta har blivit allt vanligare desto längre historien fortskridit, och under 2000-talet hade snart sagt varje år en profetia om Jesu återkomst vilande över sig. Det hela kulminerade kring 2011–2012, som var de hetaste åren för återkomst-förväntningarna någonsin, bland annat på grund av Harold Campings stora kampanj i medier och genom reklam, där han fastställde att återkomsten skulle ske 21 maj 2011, och att världens skulle gå under 21 oktober samma år. Det var antagligen historiens största kristna domedagsdatumkampanj, och ryktet om den spred sig över hela världen. Underlig nog sammanföll det nästan med New Age-rörelsens förväntningar på datumet 21.12.2012, då Mayakalendern påstods ta slut, och en ny gyllene tidsålder skulle inledas. 2012-rörelsen var nog historiens största apokalyptiska rörelse (med förväntan på ett datum), då den var global i sin omfattning, och då hundratals böcker skrevs om årtalet. Inget märkligt hände som medierna var i stånd att notera, men många tolkade det på sitt sätt och fick det att stämma ändå, att profetiorna hade gått i uppfyllelse ändå.